# Juan Antonio Monet
Juan Antonio Monet fue un militar español que participó de la guerra contra los independentistas americanos y, tras su finalización, llevó adelante una destacada carrera en las fuerzas armadas y el gobierno de su nación.

## Biografía
Juan Antonio Monet del Barrio, tal su nombre completo, nació en Vigo, España, en 1782. En 1793 ingresó con sólo 11 años a las fuerzas armadas de su país. Combatió en África y en la Guerra de Independencia Española, participando en más de 20 batallas y siendo herido en dos ocasiones, gravemente en ocasión de la batalla de Bailén.

### América (1816-1824)
En mayo de 1816 fue destinado a América. Zarpó de Cádiz y arribó a Lima tres meses después. Se vio involucrado en numerosas operaciones debiendo cruzar la Cordillera de los Andes en 24 ocasiones.
Viudo, en 1819 casó en Lima con María Urionaegoena y Cajigas Ulloa.
Fue de los escasos oficiales que no tomaron parte en el Pronunciamiento de Aznapuquio que el 29 de enero de 1821 depuso a Joaquín de la Pezuela del mando del Virreinato del Perú y su reemplazo por el general José de la Serna. Junto al capitán de fragata Simón Londoño y los coroneles Marqués de Casares y Juan Loriga, acompañó a Pezuela en su salida de palacio.

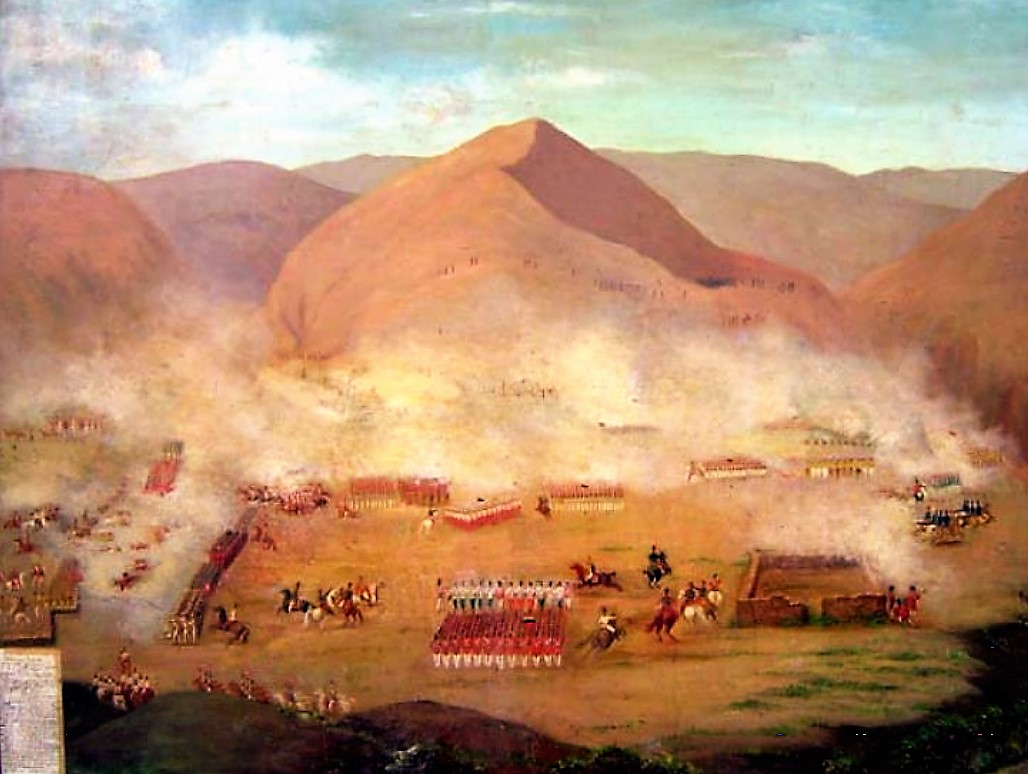
La Batalla de Ayacucho de Teófila Aguirre, óleo sobre lienzo, 1918

Participó de las batallas de Ica, Torata, Moquegua y Junín.
En 1823 obtuvo el grado de Mariscal de Campo.
Tras la sublevación del Callao de 1824 Monet ocupó Lima el 29 de febrero, pero a fines del mismo mes se retiró a la sierra.
A las 8 de la mañana del, previo al inicio de la Batalla de Ayacucho, se adelantó con su ayudante de campo a las filas enemigas y le dijo al general Córdoba en nuestro ejército como en el de ustedes, hay jefes y oficiales ligados por vínculos de familia o de amistad ¿sería posible que antes de rompernos la crisma, conversasen y se diesen un abrazo?.
Así, tras la autorización de Sucre, más de cien oficiales de ambos ejércitos se reunieron desarmados en un sector neutral del campo previo a la batalla que culminaría la independencia de Sudamérica.
Durante esa jornada, al ser herido en la muñeca y recomendársele que se pusiera a resguardo respondió: "No importa: el Rey paga veinte años y carga todavía con la posteridad del militar, para que sirva este un solo día, que es el de la pelea".

### España (1825)
En 1825 Monet regresó a España.
El 28 de septiembre de 1827 se alzaron en Cataluña los "Apostólicos", realistas extremos que consideraban que Fernando VII de España estaba condicionado por los liberales, dando inicio a la Guerra de los Agraviados. Monet fue uno de los comandantes de las fuerzas enviadas por Fernando al mando de Carlos de España. Pese al indulto, muchos de sus dirigentes fueron ejecutados por Carlos, quien sería nombrado capitán general de Cataluña y pasaría a la posteridad con el apodo de El Tigre de Cataluña.
En 1828 recibió el nombramiento de Caballero "Gran Cruz" de la orden de San Hermenegildo y en 1829 era general de granaderos de la Guardia y capitán general de Cataluña.
En 1831 recibió el nombramiento de Caballero "Gran Cruz" de la Orden de San Fernando y se desempeñaba como comandante general del Campo de Gibraltar, siendo responsable de la represión de revolucionarios liberales que desembarcaron en sus costas en el mes de diciembre al mando de Torrijos. En octubre de 1832, aún al frente de dicho cargo, fue nombrado Ministro de Guerra en el gabinete de Francisco de Cea Bermúdez, cargo que desempeñó hasta su renuncia el 14 de diciembre de ese año, en que fue reemplazado por Francisco Fernández del Pino, desempeñándose posteriormente como capitán general de Castilla la Nueva y luego de las Islas Baleares.
Falleció en Madrid el 3 de abril de 1837.